# Pirea
Pirea là một chi rêu trong họ Pterobryaceae.